# Camptocarpus cornutus
Camptocarpus cornutus är en oleanderväxtart som beskrevs av J. Klackenberg. Camptocarpus cornutus ingår i släktet Camptocarpus och familjen oleanderväxter. Inga underarter finns listade i Catalogue of Life.